# Omnivoropteryx
Omnivoropteryx là một chi chim nguyên thủy sống vào thời kỳ Creta sớm tại Thành hệ Jiufotang tại nơi ngày nay là Trung Quốc.